# Ahmed ibn Fadlan

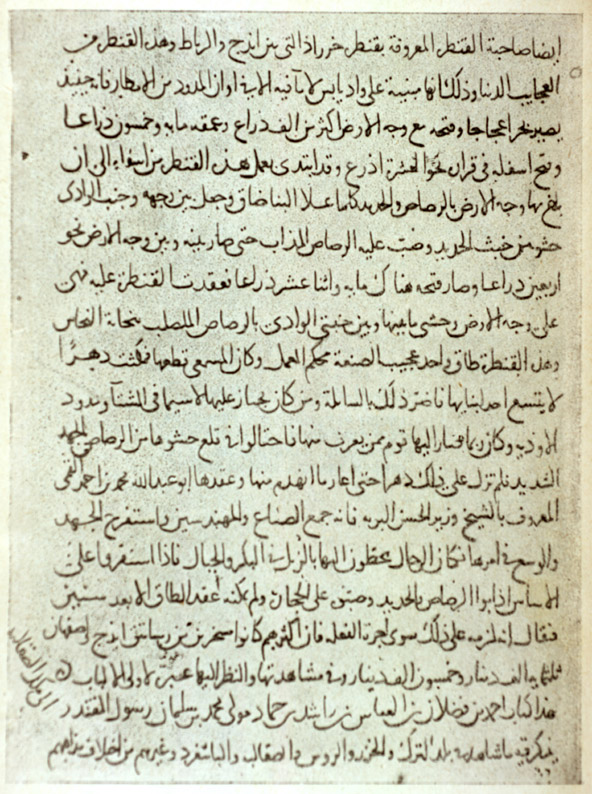
Manuscript van Ahmed ibn Fadlān

Ahmed ibn Fadlān ibn al-Abbās ibn Rāšid ibn Hammād (Arabisch: أحمد إبن فضلان إبن ألعباس إبن راشد إبن حماد) was een 10e-eeuwse Arabische moslim, schrijver en reiziger. Ibn Fadlan schreef een verslag van zijn reizen in 921- 922 als lid van het Kalifaat van de Abbasiden aan de koning van Wolga-Bulgarije. In dit reisverslag beschreef Ibn Fadlan onder meer zijn ontmoeting met Vikingen (of Rūsiyyah).
De film The 13th Warrior is losjes geïnspireerd op Ibn Fadlāns reisverslag.

## Uitgave
- Ibn Fadlān, Ibn Fadlān and the Land of Darkness. Arab Travellers in the Far North, eds. Paul Lunde en Caroline Stone, 2012. ISBN 0140455078 (Engelse vertaling)